# Lago Ulungur
Il lago Ulungur è un lago della Cina nord-occidentale, situato nella contea di Fuhai nella provincia autonoma di Xinjiang. Con una superficie di 1.035 km2, l'Ulungur è uno dei 10 laghi d'acqua dolce maggiori della Cina. Il suo principale tributario è il fiume omonimo.

Il lago è un bacino endoreico, sebbene a soli 4 km di distanza scorra il fiume Irtyš, il cui percorso lo porta a sfociare nell'Oceano Artico.

## Geografia e storia
Il lago Ulungur è diviso in due sezioni, talvolta considerate separate: il lago Buluntuo (considerato il vero e proprio Ulungur) e il più piccolo lago Jili (吉力湖). Le due sezioni sono connesse da uno stretto canale. Il maggior affluente del lago, il fiume Ulungur, entra proprio nella minore delle due sezioni.
Tra il 1960 e il 1987, il livello dell'acqua nel lago è sceso di 4,2 m, poiché sempre maggiori quantità di acqua ne venivano sottratte a scopo irriguo. Per ridurre il problema, nel 1987 è stato costruito un canale attraverso lo stretto istmo tra il lago Ulungur e il fiume Irtyš, in modo che quantità discrete dell'acqua dell'Irtyš venissero riversate nel lago.

Il livello dell'acqua tornò alle condizioni usuali l'anno successivo, permettendo il riavvio dell'industria ittica nella zona.

## Pesca
Insieme al lago Bosten, l'Ulungur è uno dei più importanti luoghi di pesca della provincia di Xinjiang. Le specie di pesce più comuni nel lago sono l'abramide comune (Abramis brama orientalis), il leucisco siberiano (Leuciscus baicalensis) e il persico europeo (Perca fluviatilis).
Nel 1971 la pesca annuale del lago Ulungur ha raggiunto il suo record di 4.500 tonnellate, ma da allora è stata ridotta a livelli più sostenibili per l'ambiente ecologico.
Durante l'inverno, il lago è un'importante location di pesca sul ghiaccio.